# コンバット豊田
コンバット豊田（コンバットとよだ、1967年10月26日 - ）は、日本の元女子プロレスラー。本名豊田 記代（とよだ のりよ）。和歌山県和歌山市出身。身長168cm、体重80kg。

## 経歴
1986年9月17日、宍戸江利花との試合でデビュー、同年に全日本女子プロレスの新人王を獲得。1988年にザ・ダイナマイトから脱退し素顔に戻ったグリズリー岩本にかわり覆面を被りダイナマイト・ベア（2代目）に変身するも間もなく全日本女子プロレスを退団する。
その後、全日本女子プロレス時代の同期であった天田麗文、工藤めぐみと共にFMWのマットに乱入し、1990年3月13日に親友の工藤と組んでカムバックする。この2人をはじめとする元全女選手のFMWへの加入は、女子プロレスへの注目度を一気に上げた。初は本名で通していたが、しばらく後、リングネームをコンバット豊田に改めた。
パワーボムとライガーボムをその決め技として転戦しつつ、シャーク土屋などの後継を育成した。（土屋は、豊田との抗争中であっても雑誌インタビューでは「豊田さんは心から尊敬している」と語っていた）豊田は体重100kgの大型レスラーでありながら動きが俊敏なのが特徴であり、ドロップキックの名手でもあった。
1996年5月5日、豊田は長い付き合いとなった工藤（ライバルにして盟友であった）とともに、女子としては史上初であったノーロープ有刺鉄線・電流爆破デスマッチを行い、世界のハードコア・レスリングの歴史にその名を大きく留めるとともにこの試合の終了をもってプロレスラーを引退した。
引退後はラーメン屋台「半次郎（祖父の名前）」を開店。FMWの選手や師匠のダンプ松本・大仁田厚などがよく来店したという。先輩のブル中野などや同期の仲間からはのんちゃんと呼ばれている。
その後、千葉県浦安市の有名焼肉店で12年間修行した後、2013年8月には兵庫県尼崎市に炭火焼肉ホルモン店『いこら』をオープンして現在も営業中。
2015年の超花火を中山香里とバッドナース中村と最前列で観戦。後輩のミス・モンゴルの幸せを快く思わない松山勘十郎に制裁のラリアットを決めてみせた。
現役時には週刊プロレスで表紙を飾ったこともあった。

## 得意技
- パワーボム

フィニッシャー。所属団体の総帥大仁田厚譲りのサンダーファイヤー・パワーボムバージョンであった。
- ライガーボム
- ラリアット
- ドロップキック

コーナー最上段からのミサイルキックも得意とした。
- バックドロップ
- ボディ・スプラッシュ
- パワースラム

## 獲得タイトル
- 1986年度新人王
- 初代WWA世界女子王座

## 資料
1. ↑  Combat Toyoda（英語） - IMDb
2. 1 2 3 4  FMWの部屋: アウトブレーカーズ
3. 1 2  Combat Toyoda（英語）
4. ↑  双葉社スーパームック『俺たちのプロレスVOL.6』（2016年）47ページ
5. ↑  BBC - h2g2 - History of the Hard Core Wrestling Match（英語） - BBC